# Ayton (Scottish Borders)
Ayton, schottisch-gälisch: Baile Eighe, ist eine Ortschaft im Nordosten der schottischen Council Area Scottish Borders beziehungsweise in der traditionellen Grafschaft Berwickshire. Sie liegt rund drei Kilometer südwestlich von Eyemouth und zehn Kilometer nordwestlich des englischen Berwick-upon-Tweed nahe dem linken Ufer des Eye Water.

## Geschichte
Die Geschichte Aytons ist verknüpft mit der Burg Ayton Castle, die im 12. Jahrhundert erbaut wurde. Im Spätmittelalter galt Ayton Castle als eine der stärksten Festungen zwischen Berwick und Edinburgh. Nachdem englische Truppen 1448 Ayton Castle geschleift hatten, nahmen Truppen unter dem Earl of Surrey die wiederaufgebaute Festung 1498 ein. Später entstand am Standort ein klassizistisches Herrenhaus gleichen Namens. Nachdem dieses 1834 ausgebrannt war, wurde 1851 das heutige Ayton Castle im Scotts-Baronial-Stil errichtet.
Seit dem 12. Jahrhundert befand sich mit der St Dionysius’ Church ein Kirchengebäude in der direkten Umgebung. In den 1860er Jahren wurde ein Kirchenneubau beschlossen. Für den Entwurf der heutigen Ayton Parish Church zeichnet der Edinburgher Architekt James Maitland Wardrop verantwortlich.
Wie in verschiedenen Ortschaften in der Umgebung siedelten sich in Ayton zur Zeit der Industrialisierung Sägewerke und Papierfabriken an.

## Verkehr
Die von London nach Edinburgh führende A1 umfährt Ayton in einem weiten Bogen und bindet die Ortschaft an das Fernstraßennetz an.
Ayton liegt an der heutigen East Coast Main Line. Die Strecke wurde im 19. Jahrhundert als Teilstück der North British Railway erbaut. Obschon die Strecke noch betrieben wird, wurde der Bahnhof zwischenzeitlich aufgelassen.